# Jamaicaans voetbalelftal (vrouwen)
Het Jamaicaans vrouwenvoetbalelftal is een voetbalteam dat uitkomt voor Jamaica bij internationale wedstrijden, zoals de CONCACAF Gold Cup voor vrouwen

## Prestaties op eindronden

### Wereldkampioenschap
| Jaar   | Resultaat           | Wed                 | W                   | G                   | V                   | DV                  | DT                  |
| ------ | ------------------- | ------------------- | ------------------- | ------------------- | ------------------- | ------------------- | ------------------- |
| 1991   | Niet gekwalificeerd | Niet gekwalificeerd | Niet gekwalificeerd | Niet gekwalificeerd | Niet gekwalificeerd | Niet gekwalificeerd | Niet gekwalificeerd |
| 1995   | Niet gekwalificeerd | Niet gekwalificeerd | Niet gekwalificeerd | Niet gekwalificeerd | Niet gekwalificeerd | Niet gekwalificeerd | Niet gekwalificeerd |
| 1999   | Niet gekwalificeerd | Niet gekwalificeerd | Niet gekwalificeerd | Niet gekwalificeerd | Niet gekwalificeerd | Niet gekwalificeerd | Niet gekwalificeerd |
| 2003   | Niet gekwalificeerd | Niet gekwalificeerd | Niet gekwalificeerd | Niet gekwalificeerd | Niet gekwalificeerd | Niet gekwalificeerd | Niet gekwalificeerd |
| 2007   | Niet gekwalificeerd | Niet gekwalificeerd | Niet gekwalificeerd | Niet gekwalificeerd | Niet gekwalificeerd | Niet gekwalificeerd | Niet gekwalificeerd |
| 2011   | Niet gekwalificeerd | Niet gekwalificeerd | Niet gekwalificeerd | Niet gekwalificeerd | Niet gekwalificeerd | Niet gekwalificeerd | Niet gekwalificeerd |
| 2015   | Niet gekwalificeerd | Niet gekwalificeerd | Niet gekwalificeerd | Niet gekwalificeerd | Niet gekwalificeerd | Niet gekwalificeerd | Niet gekwalificeerd |
| 2019   | Groepsfase          | 3                   | 0                   | 0                   | 3                   | 1                   | 12                  |
| / 2023 | Achtste finale      | 4                   | 1                   | 2                   | 1                   | 1                   | 1                   |
| Totaal | 2/9                 | 7                   | 1                   | 2                   | 4                   | 2                   | 13                  |

### CONCACAF-kampioenschap
| Jaar   | Resultaat     | Wed           | W             | G             | V             | DV            | DT            |
| ------ | ------------- | ------------- | ------------- | ------------- | ------------- | ------------- | ------------- |
| 1991   | Groepsfase    | 3             | 0             | 0             | 3             | 1             | 12            |
| 1993   | Geen deelname | Geen deelname | Geen deelname | Geen deelname | Geen deelname | Geen deelname | Geen deelname |
| 1994   | Vijfde        | 4             | 0             | 0             | 4             | 2             | 22            |
| 1998   | Geen deelname | Geen deelname | Geen deelname | Geen deelname | Geen deelname | Geen deelname | Geen deelname |
| 2000   | Geen deelname | Geen deelname | Geen deelname | Geen deelname | Geen deelname | Geen deelname | Geen deelname |
| / 2002 | Groepsfase    | 3             | 0             | 0             | 3             | 1             | 13            |
| 2006   | Vierde        | 3             | 1             | 0             | 2             | 2             | 7             |
| 2010   | Geen deelname | Geen deelname | Geen deelname | Geen deelname | Geen deelname | Geen deelname | Geen deelname |
| 2014   | Groepsfase    | 3             | 1             | 0             | 2             | 8             | 5             |
| 2018   | Derde         | 5             | 2             | 1             | 2             | 12            | 10            |
| 2022   | Derde         | 5             | 3             | 0             | 2             | 6             | 8             |
| Totaal | 7/11          | 26            | 7             | 1             | 18            | 32            | 77            |

## Selecties

### Wereldkampioenschap
| Selectie van Jamaica bij het Wereldkampioenschap 2019 | Selectie van Jamaica bij het Wereldkampioenschap 2019 | Selectie van Jamaica bij het Wereldkampioenschap 2019 | Selectie van Jamaica bij het Wereldkampioenschap 2019 | Selectie van Jamaica bij het Wereldkampioenschap 2019 |
| ----------------------------------------------------- | ----------------------------------------------------- | ----------------------------------------------------- | ----------------------------------------------------- | ----------------------------------------------------- |
|                                                       |                                                       |                                                       |                                                       |                                                       |
|                                                       |                                                       |                                                       |                                                       |                                                       |
|                                                       |                                                       |                                                       |                                                       |                                                       |
| №                                                     | Naam                                                  | Wed.                                                  | Dlpnt.                                                | Club                                                  |
| Doel                                                  |                                                       |                                                       |                                                       |                                                       |
| 1                                                     | Sydney Schneider                                      | 2                                                     | −8                                                    | UNC Wilmington Seahawks                               |
| 13                                                    | Nicole McClure                                        | 1                                                     | −4                                                    | Sion Swifts WFC                                       |
| 23                                                    | Yazmeen Jamieson                                      | 0                                                     | 0                                                     | Papakura City FC                                      |
| Verdediging                                           |                                                       |                                                       |                                                       |                                                       |
| 3                                                     | Chanel Hudson-Marks                                   | 0                                                     | 0                                                     | Clubloos                                              |
| 5                                                     | Konya Plummer                                         | 3                                                     | 0                                                     | UCF Knights                                           |
| 9                                                     | Marlo Sweatman                                        | 2                                                     | 0                                                     | Szent Mihály                                          |
| 14                                                    | Den-Den Blackwood                                     | 3                                                     | 0                                                     | Clubloos                                              |
| 16                                                    | Dominique Bond-Flasza                                 | 1                                                     | 0                                                     | PSV                                                   |
| 17                                                    | Allyson Swaby                                         | 3                                                     | 0                                                     | Roma                                                  |
| 19                                                    | Toriana Patterson                                     | 1                                                     | 0                                                     | Pink Sport Time                                       |
| Middenveld                                            |                                                       |                                                       |                                                       |                                                       |
| 2                                                     | Lauren Silver                                         | 1                                                     | 0                                                     | Trondheims-Ørn                                        |
| 4                                                     | Chantelle Swaby                                       | 3                                                     | 0                                                     | Rutgers Scarlet Knights                               |
| 6                                                     | Havana Solaun                                         | 3                                                     | 1                                                     | Klepp                                                 |
| 7                                                     | Chinyelu Asher                                        | 2                                                     | 0                                                     | Stabæk                                                |
| 8                                                     | Ashleigh Shim                                         | 0                                                     | 0                                                     | Clubloos                                              |
| 12                                                    | Sashana Campbell                                      | 2                                                     | 0                                                     | Maccabi Kishronot Hadera                              |
| Aanval                                                |                                                       |                                                       |                                                       |                                                       |
| 10                                                    | Jody Brown                                            | 3                                                     | 0                                                     | Montverde Academy                                     |
| 11                                                    | Khadija Shaw                                          | 3                                                     | 0                                                     | Bordeaux                                              |
| 15                                                    | Tiffany Cameron                                       | 2                                                     | 0                                                     | Stabæk                                                |
| 18                                                    | Trudi Carter                                          | 2                                                     | 0                                                     | Roma                                                  |
| 20                                                    | Cheyna Matthews                                       | 2                                                     | 0                                                     | Washington Spirit                                     |
| 21                                                    | Olufolasade Adamolekun                                | 1                                                     | 0                                                     | USC Trojans                                           |
| 22                                                    | Mireya Grey                                           | 2                                                     | 0                                                     | Washington Huskies                                    |
| Bondscoach: Hue Menzies                               |                                                       |                                                       |                                                       |                                                       |